# Bioblapsis mallochi
Bioblapsis mallochi là một loài tò vò trong họ Ichneumonidae.